# Chã de Alegria
Chã de Alegría es un municipio brasileño del estado de Pernambuco. Tiene una población estimada al 2020 de 13.556 habitantes.

## Historia
Las tierras donde hoy se localiza Chã de Alegría pertenecían a Olinda. Una nieta de Duarte Coelho Pereira donó gran parte del territorio al negro David Pereira do Rosário en el siglo XVIII. En aquella época era una gran parte de la mata virgem. David Pereira do Rosário fijó su residencia en Lagoa Grande.
Después este patrimonio pasó a pertenecer a los negros de Cocovardo. Los negros Corcovado iniciaron la explotación del territorio, construyendo diversas casas de barro y una pequeña casa de oración, iniciando así el poblamiento de una "chã" con pocas casas, sin embargo muy alegre, viniendo ahí el nombre adoptado hasta hoy: Chã de Alegría, cuyo gentílico de quien nace allá es alegriense.
Pasó a ser distrito de Glória do Goitá cuando Glória pasó a ser municipio el día 9 de julio de 1877.
Se elevó la categoría de villa a través del acto nº 35 del decreto nº 06 del 12 de enero de 1931. Se elevó la categoría de municipio a través de la Ley nº 4985 del 20 de diciembre de 1963.